# Olof Philip Oxehufvud
Olof Philip Oxehufvud, född 25 augusti 1797, död 22 mars 1857 på Björkborns herrgård i Karlskoga socken, var en svensk brukspatron, häradshövding och hovjunkare.

## Biografi
Olof Philip Oxehufvud föddes 1797 som son till Bo Oxehufvud och Christina Bonde och tillhörde den anrika släkten Oxehufvud. Han hade även en bror vid namn Göran Adolph Oxehufvud. Oxehufvud påbörjade sina studier vid Lunds universitet och 1814 avlade han juridisk examen. Han var senare auskultant i Göta hovrätt och hovjunkare 1818. 
Oxehufvud var häradshövding i Västernärkes domsaga från 1830 till 1857. Han fick lagmans namn. Under 1840-talet förvärvade Olof Philip Oxehufvud Björkborns bruk i Karlskoga socken. För sina insatser och bidrag till samhället blev Oxehufvud utsedd till riddare av Nordstjärneorden.
År 1830 gifte sig Olof Philip Oxehufvud med Christina "Kitty" Melin (1809–1874), dotter till Gustaf Melin och Magdalena Catharina Holm. En son föddes i äktenskapet, Christer Oxehufvud, som var militär och hovman. Olof Philip Oxehufvud avled 1857 på Björkborns herrgård och begravdes på Gamla kyrkogården i Karlskoga.